# Tomorrow (låt av Europe)
Tomorrow är en låt av den svenska hårdrocksgruppen Europe och singel från skivan Out of This World.
Singeln släpptes enbart i Brasilien 1989. 
Låten är skriven av Joey Tempest. Tomorrow är en av få låtar som aldrig har spelats live av gruppen. Det var dock tänkt att Joey Tempest skulle spela på ett "grand piano" under Out of This World turnén 1988-1989 men det blev aldrig av.

## Musiker
- Joey Tempest - sång , piano
- Kee Marcello - gitarr
- John Levén - bas
- Mic Michaeli - klaviatur
- Ian Haugland - trummor